# Christer Johansson (Skilangläufer)
Christer Johansson (* 11. November 1950 in Bjurholm) ist ein ehemaliger schwedischer Skilangläufer.

## Werdegang
Johansson, der für den MoDo AIK startete, belegte bei seiner einzigen Olympiateilnahme 1976 in Innsbruck den 21. Platz über 30 km und den vierten Rang mit der Staffel. Zwei Jahre später wurde er bei den Nordischen Skiweltmeisterschaften 1978 in Lahti Weltmeister mit der Staffel. Zudem errang er den 13. Platz über 50 km und den siebten Platz über 15 km.